# 奈良県旗
奈良県旗（ならけんき）は、日本の都道府県の一つ、奈良県の旗である。本項では、旗に図示されている奈良県章（ならけんしょう）についても併せて解説する。

## 概要
1968年3月1日の県告示第536号により制定された。県章は片仮名の「ナ」を図案化したもので、外円はまほろば大和の自然、内円は和をもつてとおとしとする調和の精神を、横軸は県政水準のたゆみなき進歩を表現する。
県旗は白地に蘇芳色の県章を中央に配するが、色の意味については告示では特に説明されていない。